# Giesserei-Praxis
Die Giesserei-Praxis ist eine der ältesten Gießereifachzeitschriften in Deutschland. Sie ist nicht verbandsgebunden und damit unabhängig in ihrer Berichterstattung. Die Verbreitung der Zeitschrift umfasst die Gießereien selbst, die Betriebe der Zulieferindustrie sowie Universitäten und Forschungsinstitute der Branche in ganz Deutschland. International findet die Druckausgabe Verbreitung insbesondere in Österreich und der Schweiz sowie in den osteuropäischen Staaten. Inhaltlich deckt die Giesserei-Praxis Bereiche wie Anwenderberichte, Unternehmensprofile, Forschung und Entwicklung, Management, Umweltschutz und Branchennews ab. Als Sonderbeilage erscheint regelmäßig Druckguss.

## Geschichte
1879 wurde die Eisenzeitung als Fachblatt für Eisen-, Stahl-, Metall-, Kurzwaren-, Maschinen- und Werkzeughandel gegründet, und in einem Verlag in Berlin-Friedenau unter der Leitung Wilhelm Kirchners veröffentlicht. Bereits im Jahr 1900 war das Journal soweit etabliert, dass der nach seinem Gründer benannte Otto-Elsner-Verlag die Zeitschrift übernahm, und mit ihr seine technischen Sparte erweiterte. Hier unterlag die Eisenzeitung über die Jahre hinweg einer grundlegenden Überarbeitung und wurde mehrmals umbenannt. Unter dem Namen Eisen-Zeitung. Zentral-Organ für das gesamte Giessereiwesen wurde das Fachblatt erstmals in Verbindung mit der Gießerei-Industrie gebracht. Der neue Titel Zeitschrift für die gesamte Gießereipraxis im Jahr 1918 bestärkte weiter die Konzentration auf Rezipienten aus der Gießerei-Industrie. 1935 erschien das Heft erstmals unter seinem heutigen Namen: Giesserei-Praxis.
Während des Nationalsozialismus wurde die vom Verein Deutscher Gießereifachleute herausgegebene Zeitschrift dem NS-Bund Deutscher Technik unterstellt. Die Kriegsjahre überstand die Giesserei-Praxis durch eine Kooperation mit dem Konkurrenzblatt Giesserei relativ unbeschadet. Mit der Besatzung Deutschlands und dem Verbot aller deutschen Medien wurde auch die Giesserei-Praxis vorerst eingestellt.
Es bedurfte einer ‚Genehmigung der Herausgabe einer Fachzeitschrift’ durch die Amerikanische Militärregierung, damit der Verlag Schiele & Schön ab dem Jahr 1948 seine Arbeit aufnehmen konnte. Bereits zwei Jahre später begann das Unternehmen, nach langem Kampf um das Veröffentlichungsrecht, mit der Herausgabe des Giesserei-Praktikers. Neuer Chefredakteur der Zeitschrift war Arthur Schulze. Der Verlagswechsel resultierte aus einer inhaltlichen Neuorientierung und dem daraus folgenden Umzug des Otto-Elsner-Verlags nach Darmstadt. Alle Rechte an der Giesserei-Praxis wurden dem Fachverlag Schiele & Schön 1952 für ca. 30.000 DM nachwirkend übertragen, um eine gerichtliche Auseinandersetzung zu vermeiden.
Aufgrund der Einwände der Giesserei (dem ehemaligen Partner aus Kriegstagen), dass die auf dem Titelblatt der Giesserei-Praxis aufgedruckte Behauptung, es handele sich um die „älteste Gießerei-Zeitschrift“, nicht nachzuvollziehen sei, wurde ab 1956 die Bezeichnung der Jahrgänge unterlassen. Erst seit dem Jahr 2006 ist der Giesserei-Praxis wieder eine durchgängige Jahrgangsbezeichnung aufgedruckt, die sich an dem ersten Nachkriegsheft als Gründungsjahr der Zeitschrift orientiert.

## Inhalte
Die Giesserei-Praxis widmet sich in jeder Ausgabe einem hauptsächlichen Spezial-Thema, wie der Oberflächenbehandlung, der Werkstoffprüfung oder auch dem Arbeitsschutz in Gießereien. Ein weiterer Schwerpunkt liegt auf dem allgemeinen Bericht über aktuelle Neuheiten der Gießerei-Industrie, dem unter der Rubrik ‚Magazin’ Rechnung getragen wird. Passend zu Kongress- oder Messeterminen erscheint die Giesserei-Praxis als spezielle Messeausgabe. So werden die unter anderem auf dem Deutschen Gießereitag, der ALUMINIUM, der GIFA oder der EuroMold vorgestellten Techniken und Verfahren vorgestellt und erläutert.

## Auflage und Verbreitung
Die Auflagenzahlen der Giesserei-Praxis richten sich vornehmlich nach dem Messe- und Kongressterminkalender der Gießerei-Industrie. Eine verlässliche sowie konstante Absatzzahl kann für dieses Magazin deshalb nicht ermittelt werden.
Inhaltlich ist das Blatt darauf ausgerichtet, dass es vor allem von führenden Entscheidungsträgern der Gießereibetriebe rezipiert wird.
Die Giesserei-Praxis wird außer in Deutschland auch in den deutschsprachigen Ländern Österreich und Schweiz sowie in den osteuropäischen Staaten herausgegeben. Im sonstigen Ausland ist sie über das Internet verfügbar, wo sämtliche Beiträge abrufbar sind.

## Chefredakteure
- 1950–1954 Arthur Schulze
- 1954–1963 Arthur Schulze & Alfred Frommhagen
- 1963–1974 Alfred Frommhagen & Ernst Brunhuber
- 1974–1989 Ernst Brunhuber
- 1989–2000 Klaus Röhrig
- 2000–2010 Stephan Hasse
- 2011–2018 Hartmut Polzin
- 2018–2019 Gerd Theißen
- seit 2019 Anne Meyer-Gatermann